# Crown Heights–Avenida Utica (línea Eastern Parkway)
Crown Heights–Avenida Utica es una estación en la Línea Eastern Parkway del metro de la ciudad de Nueva York. Localizada bajo Eastern Parkway cerca de la avenida Utica en Crown Heights, Brooklyn, funciona con los trenes 4 todo el tiempo y los trenes 3 todo el tiempo excepto medianoche. También hay un servicio esporádico de los trenes 2 y 5 durante las horas punta.
A pesar de su nombre, en realidad la estación está ubicada entre las avenidas Schenectady y Utica. No hay ninguna salida en la esquina de la avenida Utica o Eastern Parkway. Las salidas están señaladas como 'Avenida Utica', o 'Avenida Schenectady' que llegan hasta la cuadra.
También existe una torre activa ferroviaria al final de la plataforma sur. Varias extensiones y expansiones han sido propuestas para el metro como parte de una propuesta del Autoridad de Tránsito de Nueva York en los años 1970s, al igual que otras expansiones del metro en los años 1920s y 1940s. 

## Conexiones de buses
- B14
- B17
- B46